# Torcello
Torcello és una tranquil·la i escassament poblada illa a l'extrem septentrional de la llacuna de Venècia. És considerada la part de Venècia més antiga habitada de forma continuada, i en el passat va tenir la major població de la República de Venècia.
Després de la caiguda de l'Imperi Romà, Torcello va ser una de les primeres illes del llac a ser poblada amb èxit pels vènets que van fugir de la terra firma (terra ferma, el continent) per refugiar-se de les repetides invasions bàrbares, especialment després que Àtila destruís la ciutat d'Altinum i tots els assentaments que l'envoltaven l'any 452.
Gràcies als saladars de la llacuna, les salines es van convertir en el principal recurs econòmic de Torcello i el seu port es va desenvolupar ràpidament com un important mercat per a reexportar en el profitós comerç entre Orient i Occident, que va estar durant molt de temps controlat pels romans d'Orient. Afortunadament per a l'illa de rivus altus (vegeu Rialto), la llacuna al voltant de l'illa de Torcello a poc a poc es va anar assecant des del segle xii en endavant i la dominància de Torcello es va acabar: la navegació en la llacuna morta (llacuna morta) es va fer impossible i els creixents pantans van empitjorar seriosament la situació de la malària, de manera que la població va abandonar l'illa ja sense valor a poc a poc i va marxar a Murano, Burano o Venècia. Actualment la poblen unes 20 persones.
El principal atractiu actual de l'illa és la catedral de l'Assumpció, fundada l'any 639 i amb molta obra romana d'Orient dels segles XI i xii, incloent mosaics (per exemple, el mosaic del segle xii sobre el Judici Final en el mur occidental). Una altra atracció de l'illa és l'església de Santa Fosca, dels segles xi i xii, que està envoltada per un pòrtic en forma de creu grega, i un museu amb seu en dos palaus del segle xiv, el Palazzo dell'Archivio i el Palazzo del Consiglio, que va ser en el passat la seu del govern municipal. Un altre lloc d'interès per als turistes és un antic seient de pedra, conegut com el Tron d'Àtila. No obstant això, no té res a veure amb el rei dels huns, sinó que més probablement era del podestà o el bisbe.

## Cinema
- In der Lagune von Venedig – Burano und Torcello. Documental. Alemanya, 2006, 43:30 Min., Guió i direcció: Birgit Kienzle, Producció: SWR, Data de la primera emissió: 6 de Setembre del 2006 per la cadena de televisió SWR, Inhaltsangabe.

## Galeria

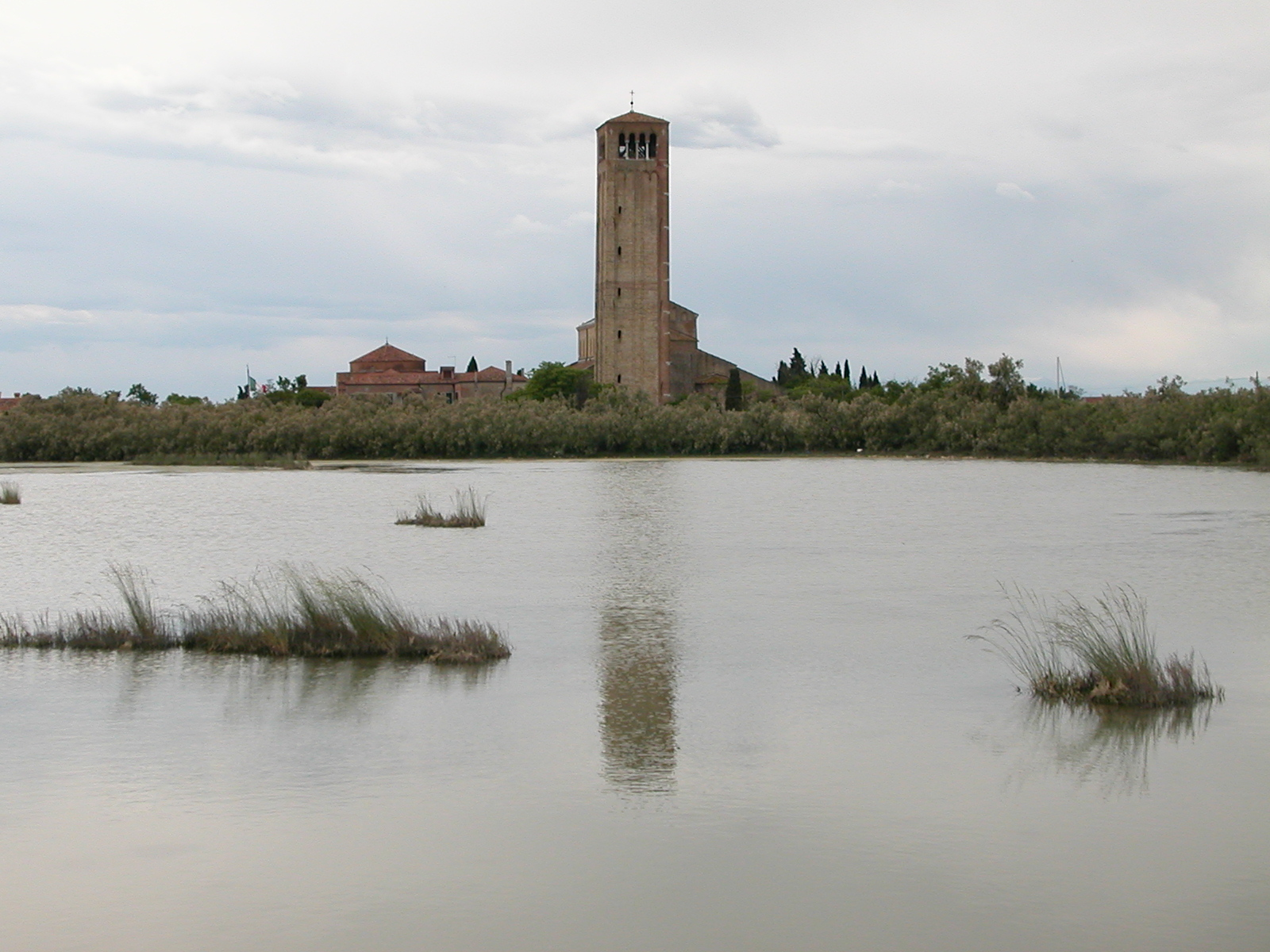
Panorama amb la catedral de Sta. Maria
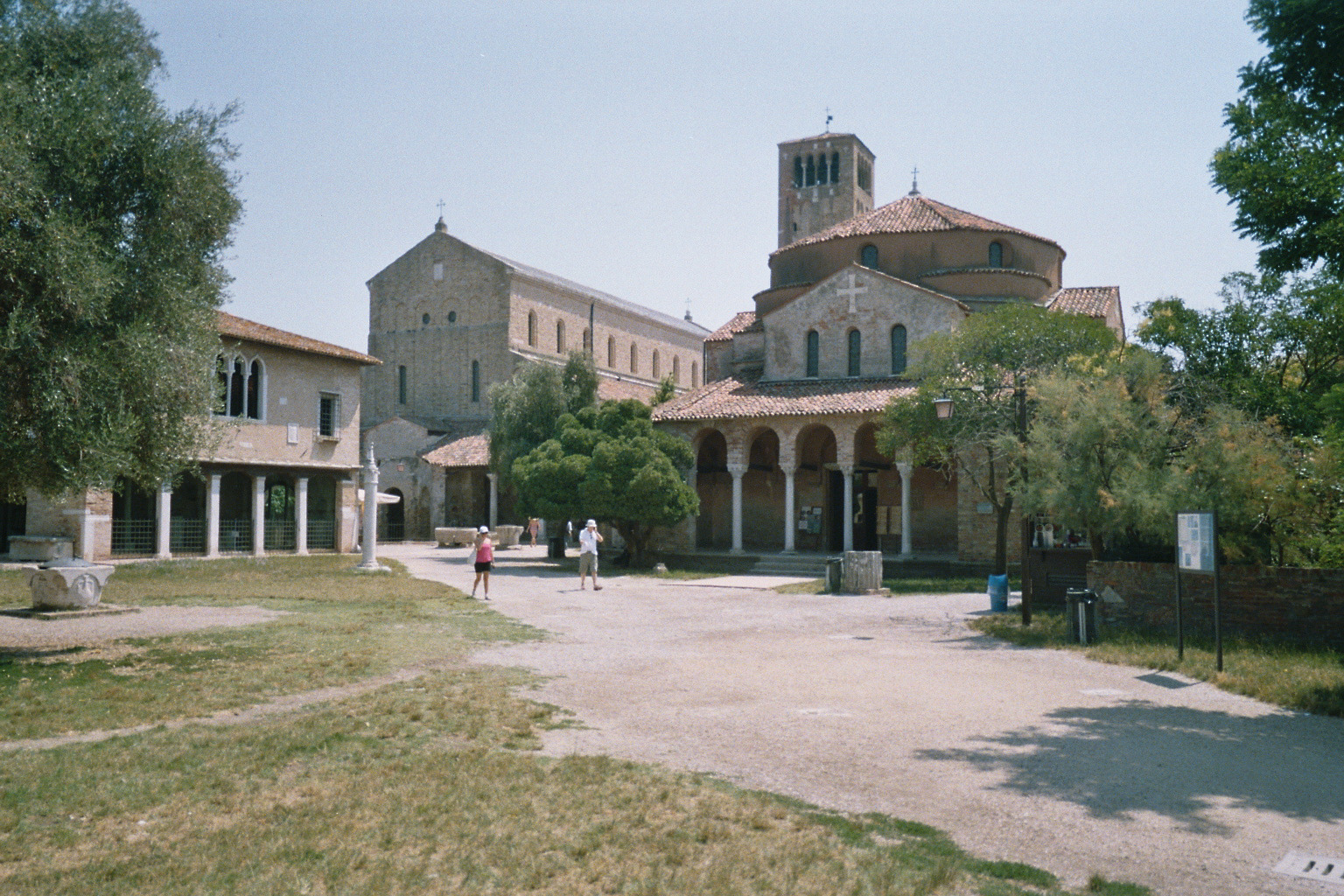
La plaça de Torcello
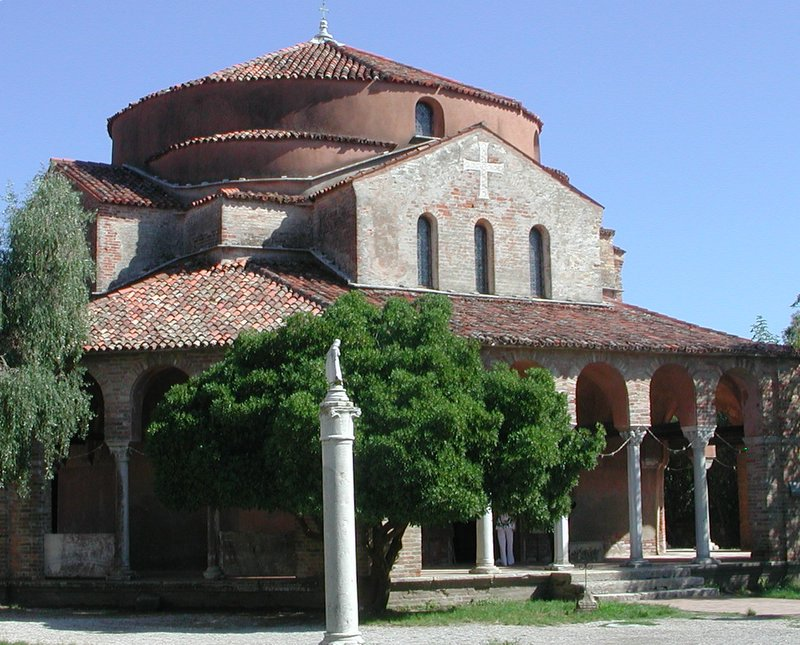
Església de Santa Fosca
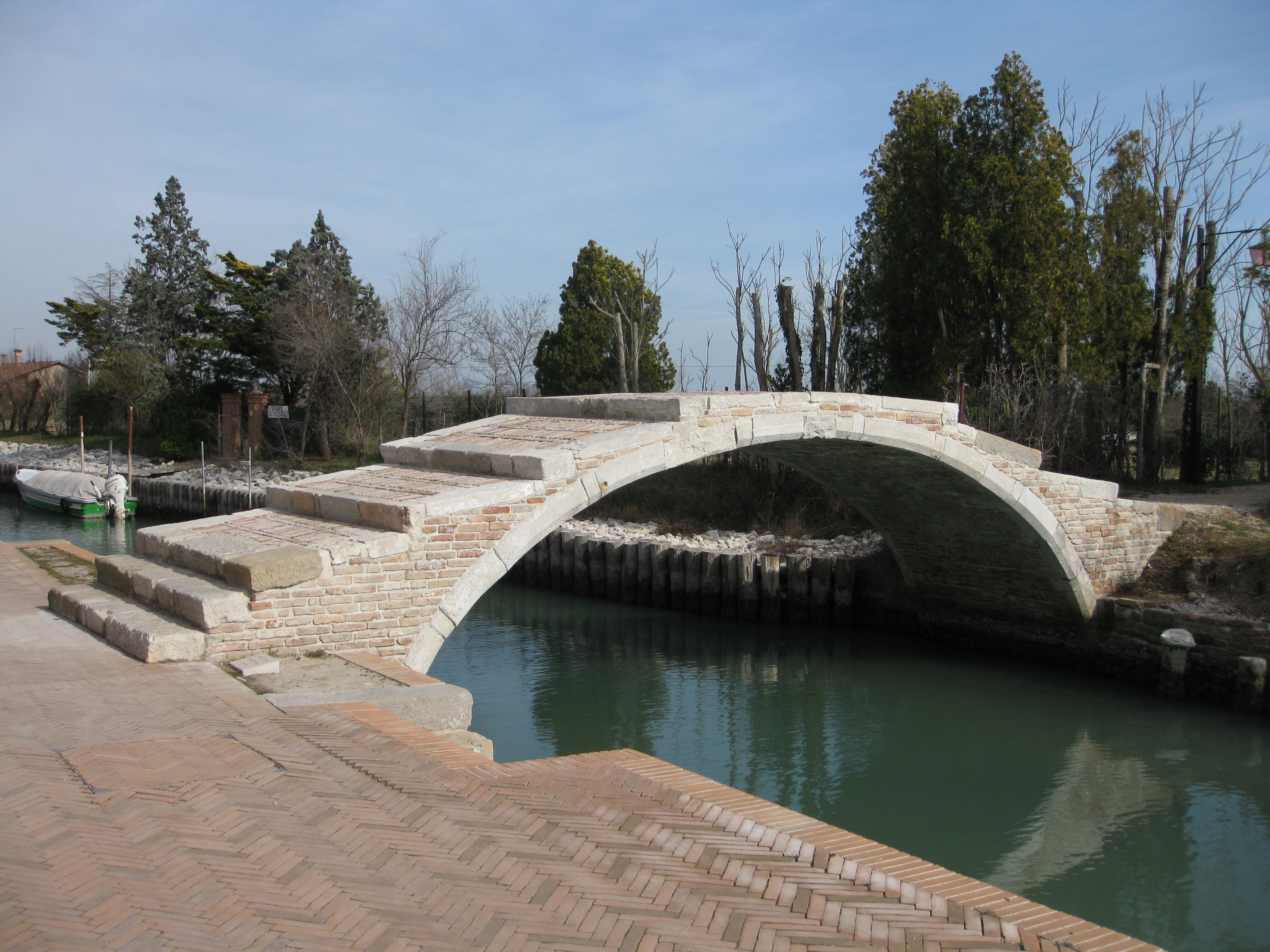
Pont del Diable